# 亞茲 (亞利桑那州)
亞茲（英語：Yazzi）是位於美國亞利桑那州阿帕契縣的一個非建制地區。該地的面積和人口皆未知。

## 地理
亞茲的座標為36°34′45″N 109°13′27″W / 36.57917°N 109.22417°W，而該地的平均海拔高度為1902米（即6240英尺）。